# Aerides rosea
Aerides rosea Lodd. ex Lindl. & Paxton, 1851 è una pianta della famiglia delle Orchidacee.

## Descrizione
A. rosea  è un'orchidea di taglia medio-grande, epifita, in rarissimi casi può anche essere litofita. Lo stelo, a crescita monopodiale è pendulo e  porta molte foglie ligulate. La fioritura avviene in primavera-estate, mediante infiorescenze ascellari a racemo, raramente ramificate, lunghe fino a 60 cm, con molti fiori (mediamente da 20 a 25). Questi sono di consistenza cerosa, gradevolmente profumati, con petali e sepali bianchi maculati di rosa e labello trilobato rosa che sfuma al bianco..

## Distribuzione e habitat
A. rosea  è una pianta originaria di Vietnam, Thailandia, Bhutan e degli stati indiani di Sikkim e Assam, dove cresce epifita sugli alberi della foresta sempreverde o semidecidua e raramente litofita su rocce verticali, da 300 a 1700 metri sul livello del mare.

## Sinonimi
Aerides affinis var. rosea  (Lodd. ex Lindl. & Paxton) C.S.P.Parish 1883

Aerides trigona  Klotzsch, 1855

Aerides fieldingii  B.S.Williams, 1862

Aerides williamsii  B.S.Williams, 1862

Aerides fieldingii var. williamsii  (B.S.Williams) A.H.Kent, 1891

Aerides fieldingii var. alba  L.Linden, 1897

Aerides rosea f. alba  (L.Linden) Christenson, 1994

## Coltivazione
Questa specie è meglio coltivata in cestini di legno, con poco materiale organico. Richiede esposizione all'ombra,  temperature elevate durante tutto il corso dell'anno e frequenti irrigazioni e concimazioni nel periodo della fioritura.